# Lepanus papuanus
Lepanus papuanus är en skalbaggsart som beskrevs av Renaud Maurice Adrien Paulian 1985. Lepanus papuanus ingår i släktet Lepanus och familjen bladhorningar. Inga underarter finns listade i Catalogue of Life.